# Euxenistis amicina
Euxenistis amicina là một loài bướm đêm trong họ Noctuidae.